# Michael James Dempsey
Michael James Dempsey OP (* 22. Februar 1912 in Providence, Rhode Island als James Edward Dempsey; † 19. März 1996 in Denver) war Bischof von Sokoto.

## Leben
James Edward Dempsey studierte in seiner Heimatstadt, trat 1935 den Dominikanern bei und nahm den Ordensnamen Michael an. Ab 1936 studierte er in einem Dominikanerkolleg in River Forest und legte am 16. August 1939 die Profess ab. Am 11. Juni 1942 erhielt er schließlich die Priesterweihe. Von 1943 bis 1950 war Dempsey Englisch- und Religionslehrer an der Fenwick High School in Oak Park. 1951 wurde er von seinem Orden zu Missionszwecken nach Nigeria geschickt und war in den folgenden Jahren vielseitig tätig.
Papst Paul VI. ernannte Dempsey am 13. Juli 1967 zum Bischof von Sokoto. Die Bischofsweihe erhielt er am 15. August desselben Jahres von John Patrick Kardinal Cody, Erzbischof von Chicago. Mitkonsekratoren waren John Kwao Amuzu Aggey, Erzbischof von Lagos, und Aloysius John Wycislo, Weihbischof in Chicago. Das Bistum Sokoto war durch antichristliche Strömungen in der Krise, die meisten Christen hatten es verlassen. Erst nach Ende des Bürgerkrieges 1970 kehrten sie zahlenreich ins Bistum zurück. Trotz seines Bischofsamtes führte Dempsey selbst sein bescheidenes Leben als Dominikanerbruder fort. Als charismatischer Redner gelang es ihm, auch Nichtkatholiken zum Besuch seiner Gottesdienste zu bewegen.
Am 3. Dezember 1984 nahm Papst Johannes Paul II. sein aus gesundheitlichen Gründen eingereichtes Rücktrittsgesuch an. Michael James Dempsey kehrte im Herbst 1985 in die Vereinigten Staaten zurück und lebte nach einem kurzen Aufenthalt in seinem Studienort River Forest in einer Dominikanerpriorei in Denver, wo er sich auch in der Kranken- und Altenpflege engagierte. Dempsey starb 1996 mit 84 Jahren, nachdem sich sein Gesundheitszustand zuvor verschlechtert hatte. Er wurde auf dem Friedhof Mount Olivet Cemetery in Denver beigesetzt.